# Shenandoah Retreat
Shenandoah Retreat – jednostka osadnicza w Stanach Zjednoczonych, w stanie Wirginia, w hrabstwie Clarke.